# Su Meng
Su Meng (苏萌; 1988) es una guitarrista clásica china. Nació en Qingdao, Shandong. 

## Biografía
Comenzó a estudiar guitarra clásica en 1997 bajo la tutela de Chen Zhi del Conservatorio Central de Música. En 2006 fue becaria completa de Manuel Barrueco en el Instituto Peabody de la Universidad Johns Hopkins. También ha tocado en una formación de cuarteto con Wang Yameng, Li Jie y Chen Shanshan (Cuatro Ángeles). Actualmente está dando conciertos como solista y también en dúo con Wang Yameng, como el Beijing Guitar Duo.

## Competencias
- 2002: primer premio en el V Concurso Internacional de Guitarra de Viena[3]
- 2005: primer premio en el 48.º Concurso Internacional de Guitarra de Tokio[3]
- 2006: ganadora del primer Concurso de Jóvenes Guitarristas de Parkening[3]
- 2006: ganadora del primer Concurso de Guitarristas de Iserlohn[3]
- 2014: Premio al artista individual del Consejo de Arte del Estado de Maryland en interpretación clásica en solitario[4]
- 2015: ganadora del cuarto Concurso Internacional de Guitarra Parkening[5]

## Discografía
- Guitar Concert in Korea por Four Angels Quartet, 2006 (Alma Guitar)[6]
- Maracaípe Beijing Guitar Duo (Meng Su & Yameng Wang) (2009), (2010 Latin Grammy Nomination for "Maracaípe" by Sergio Assad)[7]
- Bach to Tan Dun. Beijing Guitar Duo (Meng Su & Yameng Wang) (2011)[8]
- CHINA-WEST. Manuel Barrueco & Beijing Guitar Duo (Meng Su & Yameng Wang) (2014)[9]
- Meng. Meng Su (guitarra). Tonar Music (2016)[10]

## Video
- (Concierto de guitarra en Corea - En vivo) Archivado el 17 de diciembre de 2014 en Wayback Machine. 2005 (Alma Guitar)
- Concierto de guitarra en Corea Archivado el 7 de julio de 2012 en Wayback Machine. por
- Cuarteto de los Cuatro Ángeles Archivado el 7 de julio de 2012 en Wayback Machine., 2006 (Guitarra Alma)